# Roadhouse blues
Roadhouse blues is een nummer van The Doors. Het is afkomstig van hun album Morrison Hotel uit 1970.

## Geschiedenis
Roadhouse blues kreeg extra bekendheid toen het als B-kant werd uitgebracht op de single You make me real, dat echter maar een bescheiden hitje werd in de Billboard Hot 100. Het nummer is geschreven door de vier leden van The Doors Jim Morrison, Robby Krieger, John Densmore en Ray Manzarek. Manzarek gaf in zijn boek Light my fire aan, dat Morrison het schreef nadat hij na drie weken slapen wakker werd uit een drugslaap ("Woke up this morning and I got myself a beard"). Alice Cooper, destijds behoorlijk alcoholverslaafd, leefde in de overtuiging dat het over hem ging ("Woke up this morning and I got myself a beer"), aldus vertellende in zijn Planet Rockshow.

## Opname
The Doors namen het nummer in twee dagen (4 en 5 november 1969) op onder leiding van muziekproducent en perfectionist Paul Rothchild. De tekst kwam al opnemende naar voren, waarbij Jim Morrison meer richting blues opschoof dan richting rock. Er werden meerdere sessies opgenomen, die pas veel later te horen waren als bonustracks op de compact disc-uitgave. Morrison was niet geheel nuchter tijdens de opnamen, hetgeen vaker het geval was. De bassist op het nummer is Lonnie Mack (The Doors had geen vaste bassist) te horen, later kreeg hij onterecht ook soms credits voor de gitaarpartij. Dat Robby Krieger zelf de gitaarpartij speelde is af te leiden uit de kreet "Do it Robby, do it", dat op sommige versies is te horen. Bovendien zou Mack pas ingeschakeld zijn nadat alle muziek behalve de basgitaar al op tape stond. Op de mondharmonica is John Sebastian te horen, die vermeld werd onder de naam G.Puglese, wellicht als gevolg van geharrewar met zijn platenlabel. Er is ook een versie bekend, waarbij John Lee Hooker met Jim Morrison meezingt.

## Covers
Een hele rij artiesten speelden het nummer na. Onder die artiesten bevinden zich Status Quo, Blue Öyster Cult (met Krieger op gitaar), Creed (met Krieger op gitaar), Mahogany Rush, Ministry, Jeff Healey, Fish, Elkie Brooks, Stone Temple Pilots (met Krieger), Frankie Goes to Hollywood , Eric Burdon (met Krieger), Eddie Vedder (met alle overgebleven leden van The Doors) en Deep Purple.

## NPO Radio 2 Top 2000
Het nummer belandde pas in de Top 2000 toen die aan haar 17e versie bezig was.

| Nummer met noteringen in de NPO Radio 2 Top 2000 | '15  | '16  | '17  | '18  | '19  | '20  | '21  | '22  | '23  | '24  |
| ------------------------------------------------ | ---- | ---- | ---- | ---- | ---- | ---- | ---- | ---- | ---- | ---- |
| Roadhouse Blues                                  | 1879 | 1098 | 1455 | 1571 | 1166 | 1262 | 1217 | 1151 | 1319 | 1429 |

1. ↑  Een vetgedrukt getal geeft de hoogste notering aan.
2. ↑  2015 was het eerste jaar met een notering voor dit nummer.